# درسجين (درسجين)
درسجین (بالفارسية: درسجین) هي قرية تقع في إيران في قسم درسجین الریفي. يقدر عدد سكانها بـ 320 نسمة بحسب إحصاء 2016.